# Darnell Savage
Darnell Savage Jr. (* 30. Juli 1997 in Seaford, Delaware) ist ein American-Football-Spieler auf der Position des Safeties für die Jacksonville Jaguars der National Football League (NFL). Er spielte College Football für Maryland.

## Frühe Karriere
Savage Jr. besuchte die Caravel Academy in Bear, Delaware. Während des ersten Spiels seiner Juniorsaison brach er sich den Oberschenkelknochen. Bei der Caravel Academy spielte Savage Offense und Defense. Während dieser Zeit erhielt er die Delaware All-State Auszeichnung.
Savage Jr. verpflichtete sich an der University of Maryland College Football zu spielen.

## College
Savage Jr. spielte von 2015 bis 2018 College Football an der University of Maryland. Während seiner College-Karriere hatte er 182 Tackles, acht Interceptions, einen Sack und zwei Touchdowns. 2018 wurde er von Coaches, Medien und Phil Steele zum Second Team All-Big Ten ausgewählt.

## NFL
Savage wurde von den Green Bay Packers mit dem 21. Pick in der ersten Runde des NFL Draft 2019 ausgewählt. Am 2. Mai 2019 unterzeichnete Savage einen Vierjahresvertrag im Wert von 12,5 Millionen Dollar. Savage bestritt 72 Regular-Season-Spiele für die Packers, davon 69 als Starter. Im März 2024 unterschrieb Savage einen Dreijahresvertrag im Wert von 21 Millionen US-Dollar bei den Jacksonville Jaguars.